# Rundstrahlantenne

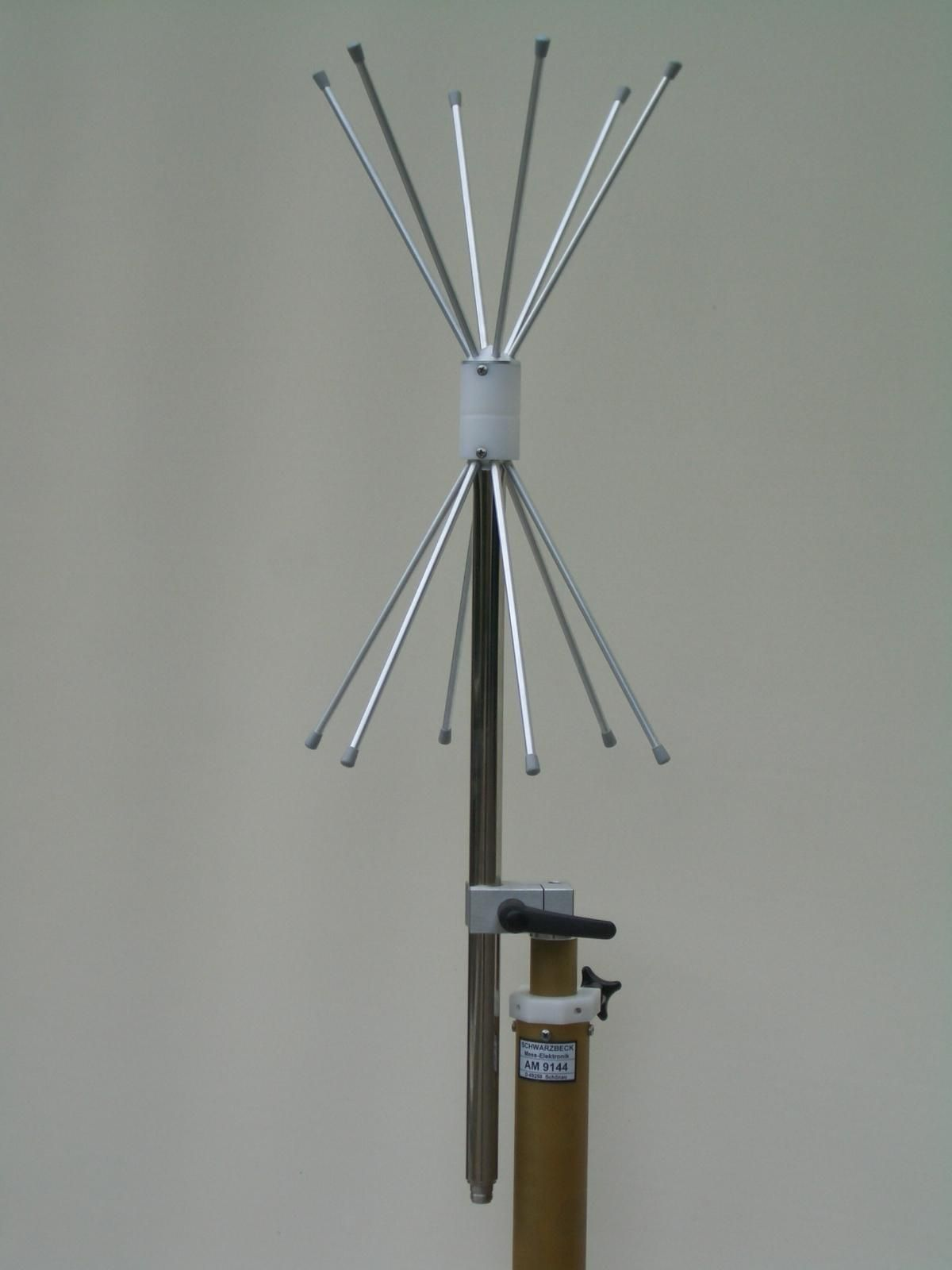
Vertikal polarisierte VHF–UHF-Bikonus–Rundempfangsantenne

Rundstrahlantennen, auch Rundstrahler, sind Antennen, die zur Abstrahlung hochfrequenter elektromagnetischer Schwingungen verwendet werden. Der Begriff „rundstrahlend“ bezeichnet die nach allen Richtungen (in der horizontalen Ebene) gleichförmige Abstrahlcharakteristik.
Typische Rundstrahler sind
- Stabantennen von Handfunkgeräten
- vertikale Dipole
- Koaxialdipole
- Groundplane-Antennen.

Die rundstrahlende Charakteristik ist besonders bei beweglichen Funksendern oder – gemäß der Reziprozität – auch -empfängern von Vorteil, z. B. bei Autoradio, Taxifunk oder Handfunkgeräten.